# عبد العظيم سلهب
عبد العظيم سلهب (1946-) قاضي فلسطيني ولد في مدينة الخليل، اعتقلته قوات الاحتلال الإسرائيلي على خلفية إعادة فتح مبنى ومُصلى باب الرحمة في المسجد الأقصى، وأفرجت عنه بشرط إبعاده عن الأقصى لمدة أسبوع، وفور انتهاء أسبوع الإبعاد، سلمه الاحتلال أمراً جديداً بإبعاده عن المسجد المبارك لـ40 يوماً. وحذر عبد العظيم من سياسات الاحتلال التهويدية للمسجد الأقصى ومنع ترميمه، وواصل شحذ همم للفلسطينيين لنهضتهم في حماية القدس والدفاع عنها، ووجه دعواته الى كل المعنيين لوقف الاعتداءات الإسرائيلية واقتحامات المستوطنين المستمرة للمسجد الأقصى، واستهجن زيارة رئيس الوزراء الإسرائيلي بنيامين نتنياهو ورئيس جهاز الشاباك، وعقدهما اجتماعاً مع ولي العهد السعودي محمد بن سلمان سراً، إضافةً الى تنديده المستمر للتطبيع العربي الإسرائيلي.

## تعليمه
درس المرحلة الأساسية في المدرسة الإبراهيمية في مدينة الخليل، والثانوية في مدرسة الحسين بن علي الثانوية، وحصل منها على الثانوية العامة في الفرع العلمي عام 1964، ونال درجة البكالوريوس في الشريعة من كلية الشريعة في عَمَّان عام 1968 في فوجها الأول، تتلمذ الشيخ عبد العظيم خلال دراسته في الجامعة الأردنية على يد علماء، أبرزهم الشيخ عبد العظيم جودة فياض الصوفي.

## حياته العملية
عمل موظفاً في المحاكم الشرعية، فكان رئيسا لكُتَّاب المحكمة الشرعية في القدس، ثم قاضياً شرعيا ً في مدن أريحا ونابلس والخليل والقدس، ثم عضو في محكمة الاستئناف الشرعية، وقائماً بأعمال قاضي القضاة في القدس ابتداء من عام 1998، أنتدب عام 1989 ليتولى منصب مساعد الأمين العام لشؤون الضفة الغربية ووزارة الأوقاف والشؤون والمقدسات الإسلامية في الأردن، ثم مساعداً للأمين العام لشؤون القدس بالإضافة لعمله قائماً بأعمال قاضي القضاة في القدس. عين عضواً في مجلس الأوقاف في القدس لدورات متعاقبة ثم أصبح رئيساً لها، وعضو مجلس أمناء كلية الدعوة وأصول الدين ثم رئيساً له وعضو مجلس أمناء كلية العلوم والتكنولوجيا وعضو مجلس أمناء مدرسة المعهد العربي وعضو مجلس أمناء جامعة القدس، وأنتخب نائباً لرئيس الهيئة الإسلامية العليا في القدس وساهم في تأسيس جمعية لجنة العلوم والثقافة الإسلامية المشرفة على مدارس الإيمان في القدس ثم أصبح رئيساً لها عام 1993، وهو رئيس مجلس أمناء مدارس الإيمان في القدس؛ ساهم الشيخ عبد العظيم بإدارة مشاريع إعمار المسجد الأقصى المبارك بالتعاون مع إخوانه في دائرة الأوقاف الإسلامية ولجنة الإعمار، وفي عهده تم تبليط المصلى المرواني ومصلى الأقصى القديم ومساحات عديدة أخرى، وإعمار قبة الصخرة المشرفة وجميع القباب في ساحات المسجد الأقصى ومآذنه والكثير من المدارس التاريخية المحيطة بالمسجد الأقصى، وإقامة المرافق العامة للمسجد، وله العديد من المؤلفات.